# Darnya
Darnya (szlovákul: Drňa) község Szlovákiában, a Besztercebányai kerületben, a Rimaszombati járásban.

## Fekvése
Rimaszombattól 16 km-re délkeletre, a magyar határ mellett fekszik.

## Története
A falu határában magasodó Várhegy már az őskorban fontos védelmi szerepet töltött be. Tetején az újkőkorszakban egy erődített település állhatott, amely a bádeni kultúra késői szakaszához tartozott. 1962-ben homokbányászás alkalmával egy hamvasztásos kelta temetőt bolygattak meg a Birinyi-part dűlőben. Innen került elő egy gazdagon díszített, hüvelyben lévő vaskard.
A falu első fennmaradt írásos említése 1246-ből való "Darna" formában. Az egykor a Várhegyen emelkedő Tusza vára is ebben az időszakban, vélhetően a tatárjárás után épülhetett.[forrás?] Írott forrás nem említi, valószínűleg hamar elpusztult. Romjai nem láthatóak, csupán a várárok és a sánc néhány részlete szembetűnő.
Vályi András szerint: "DARNYA. Magyar falu Gömör Vármegyében, birtokosai Gróf Lamot, Vajda, Kós, és Patay Uraságok, lakosai katolikusok, többen reformátusok, fekszik Tesztetének szomszédságában, ’s ennek filiája, Serkétöl sem meszsze, szántó földgyei néhol hegyeken vagynak, mellyek szorgalmatos munka után jól termők, Rimaszombatban piatzozása, legelője elegendő, ’s mind a’ kétféle fája, kendert áztató vize alkalmatos, második Osztálybéli."
Fényes Elek szerint: "Darnya, Gömör v. magyar falu, ut. p. Rimaszombathoz délre 2 mföldnyire; a Macskáspatak mellett: 81 kath., 485 ref., 14 evang. lak. Róna és dombos határa egyaránt igen termékeny; rétje, legelője elég. F. u. gróf Dela Motte, Vajda, Koós, Patay örökösök s m."
Gömör-Kishont vármegye monográfiája szerint: "Darnya, rimavölgyi magyar kisközség, 114 házzal és 438, nagyobb részben református vallású lakossal. E község 1427-ben a Jánosi család birtoka Darna és Darnia néven. Későbbi birtokosai a De la Motte, Vajda, Koós, Patay, Szathmáry-Király és a Madarassy családok. Ma báró Nyáry Sándornak van itt nagyobb birtoka. Református temploma 1802-ben épült. Ide tartoznak Kenyeretlen, Névtelen és Embertelen puszták."
A trianoni diktátumig területe Gömör-Kishont vármegye Feledi járásához tartozott. 1938 és 1944 között újra Magyarország része.

## Népessége
| Év:            | 1994. | 2004.    | 2014. | 2024.   |
| -------------- | ----- | -------- | ----- | ------- |
| Emberek száma: | 188   | 225      | 225   | 210     |
| Eltérés:       |       | +19,68 % | +0 %  | -6,66 % |

| Év:            | 2023. | 2024.   |
| -------------- | ----- | ------- |
| Emberek száma: | 212   | 210     |
| Eltérés:       |       | -0,94 % |

1910-ben 418-an, túlnyomórészt magyarok lakták.
2001-ben 218 lakosából 173 (79.4%) magyar és 39 (17.9%) szlovák.
2011-ben 204 lakosából 153 magyar és 26 szlovák.

## Nevezetességei
- A Várhegyen állt egykor Tusza vára, mely a 13. században épülhetett.[forrás?]